# Langja pang
A Langja pang (琅琊榜, pinjin: Lángyá Bǎng, angol címén Nirvana in Fire) 2015-ben bemutatott kínai televíziós sorozat Hu Ko (Hu Ge), Liu Tao és Vang Kaj (Wang Kai) főszereplésével, mely Haj Jen (Hai Yan) azonos című regénye alapján készült. A történet szerint Lin Su (Lin Shu) álnéven, Mej Csang-szu (Mei Changsu)ként érkezik a Liang fővárosba, hogy elégtételt vegyen 12 évvel korábban történt eseményekért, amikor családját felségárulónak nevezték és megölték. A Beijing TV és a Dragon TV vetítette minden nap 19:30 és 21:00 között 2015. szeptember 19. és október 15. között, egyidejűleg pedig online is vetítették.
A sorozat nagy sikert aratott a nézők és a kritikusok körében is, a második napon több mint százmilliós online nézettséget ért el, két hónap alatt pedig 3,3 milliárd alkalommal tekintették meg. Valóságos közösségi média-őrületet váltott ki, a Sina Weibo felületén a rajongók több mint 3,55 milliárd posztot hoztak létre a sorozattal kapcsolatosan és dicsérték a történetvezetését. 2016 decemberére az online betöltések száma meghaladta a 13 milliárdot.
A Langja pang (Langya bang) elnyerte többek között a Repülő Apszara-díjat, a kínai kormány legmagasabb televíziós kitüntetését kiemelkedő televíziós sorozat kategóriában, Kung Seng (Kong Sheng) pedig kiemelkedő rendező kategóriában. 2016-ban a kínai médiahatóság az év húsz kiemelkedő televíziós sorozata között listázta.

## Cselekmény
A történet a 6. századi Kínában kezdődik, amikor is Északi Vej (Wei) és Dél-Liang között háború dúlt. A Liang-dinasztia tábornoka, Lin Hszie (Lin Xie), 19 éves fia, Lin Su (Lin Shu) és a Csijen (Chiyan) hadsereg legyőzi az ellenséget, azonban a csatában meggyengült sereget megtámadja saját császára és lemészároltatja őket. Az ok: a politikai ellentábor hazugságok alapján felségárulónak bélyegzi Csi (Qi) koronaherceget, és a vele szövetséges Csijen (Chiyan) hadsereget. Az összeesküvést elhivő császár pedig kivégezteti a herceget és segítőit is, köztük a Lin családot.
Lin Su (Lin Shu) túléli a mészárlást, ám megmérgezi őt a Metsző Tűz-méreg. A Langja (Langya)-csarnok mestere, Lin Csen (Lin Chen) menti meg az életét, ám a gyógymód drasztikusan megváltoztatja Su (Shu) külsejét és legyengíti a szervezetét. Su (Shu) 12 évet tölt azzal, hogy álnéven létrehozza a befolyásos Csiangcuo (Jiangzuo)-szövetséget és a vándor harcművészek vezetőjévé válik Mej Csang-szu (Mei Chang-su) néven. Visszatér a fővárosba, hogy beleavatkozzon a trónviszályba a két nagy hatalmú herceg, Jü (Yu) és Hszien (Xian) között, trónra segítse gyerekkori barátját, a császár elhanyagolt fiatalabb fiát, Csing (Jing) herceget, és tisztára mossa a családja és barátai nevét. Stratégaként lépésről-lépésre tesz róla, hogy az udvari intrikusok megbűnhődjenek.

## Szereplők
| Kép | Színész                                                        | Szinkronhang                                                           | Szerep                                                          |
| --- | -------------------------------------------------------------- | ---------------------------------------------------------------------- | --------------------------------------------------------------- |
|     | Hu Ko (Hu Ge) tinédzser: Csang Cse-han (張哲瀚, Zhang Zhe-han) | saját hang tinédzser: Csiang Kuang-tao (姜广涛, Jiang Guangtao)        | Mej Csang-szu Szu Csö Lin Su (Mei Changsu Su Zhe Lin Shu)       |
|     | Liu Tao tinédzser: Pan Hsziao-jang (潘小樣, Pan Xiao-yang)     | Csiu Csiu (邱秋, Qiu Qiu) tinédzser: Hszü Csia-csi (徐佳琦, Xu Jia-qi) | Mu Ni-huang hercegnő                                            |
|     | Vang Kaj (Wang Kai)                                            | saját hang                                                             | Hsziao Csing-jen (Xiao Jing-yan), Csing (Jing) herceg           |
|     | Csen Lung (陈龙, Chen Long)                                    | Fan Cse-csen (范哲琛, Fan Zhe-chen)                                    | Meng Cse (Meng Zhi)                                             |
|     | Victor Huang                                                   | Pao-mu Csung-jang (宝木中阳, Baomu Zhongyang)                          | Hsziao Csing-huan (Xiao Jing-huan), Jü (Yu) herceg              |
|     | Kao Hszin (高鑫, Gao Xin)                                      | saját hang                                                             | Hsziao Csing-hszüan (Xiao Jingxuan), Hszian (Xian) koronaherceg |
|     | Leo Wu                                                         | Ma Pan-ma (马斑马, Ma Ban-ma)                                          | Fej Liu (Fei Liu)                                               |
|     | Liu Ji-csün (Liu Yi-jun)                                       | saját hang                                                             | Hszie Jü (Xie Yu), Ning őrgrófja                                |
|     | Jin Tung (Jin Dong)                                            | Csiang Kuang-tao (Jiang Guangtao)                                      | Lin Csen (Lin Chen)                                             |
|     | Csou Csi-csi (周奇奇, Zhou Qi-qi)                              | Jang Csing (杨婧, Yang Jing)                                           | Kung Jü (Gong Yu)                                               |
|     | Vang Ou (Wang Ou)                                              | Liu Hsziao-jü (刘校妤, Liu Xiao-yu)                                    | Csin Pan-zsuo (Qin Banruo)                                      |
|     | Ting Jung-taj (丁勇岱, Ding Yong-dai)                          | Li Li-hung (李立宏, Li Li-hong)                                        | Liang császára                                                  |
|     | Csang Ling-hszin (張齡心, Zhang Ling-xin)                      | Csang Csö (张喆, Zhang Zhe)                                            | Hszia Tung (Xia Dong)                                           |
|     | Cseng Hao-feng (程皓枫, Zheng Hao-feng)                        | Vej Csao (魏超, Wei Chao)                                              | Hsziao Csing-zsuj (Xiao Jingrui)                                |
|     | Kuo Hzsiao-zsan (郭晓然, Guo Xiao-ran)                         | Lu Cse-hszing (路知行, Lu Zhi-xing)                                    | Jen Jü-csin (Yan Yujin)                                         |

## Gyártása

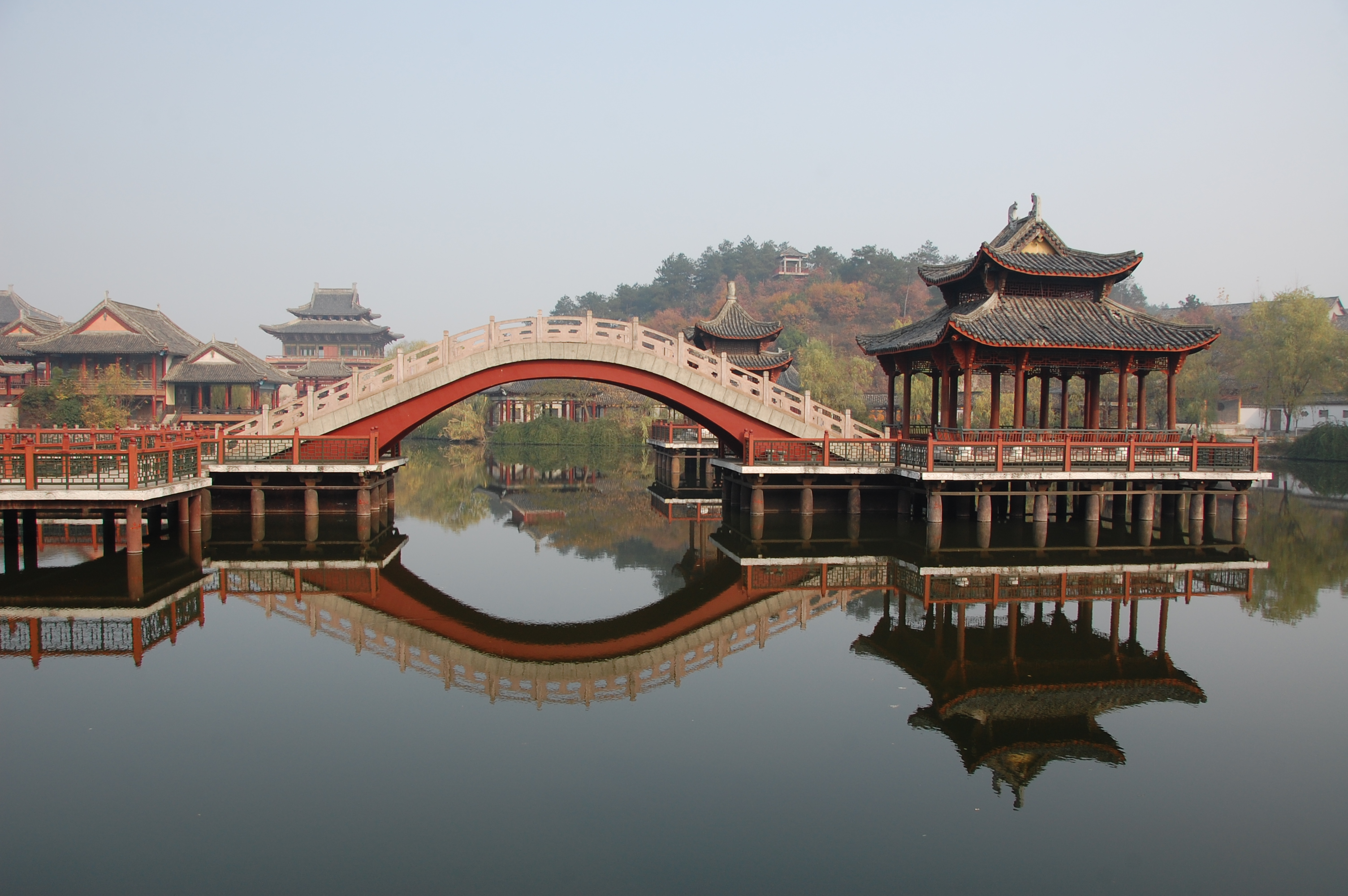
Hengdian World Studios, a forgatás egyik helyszíne

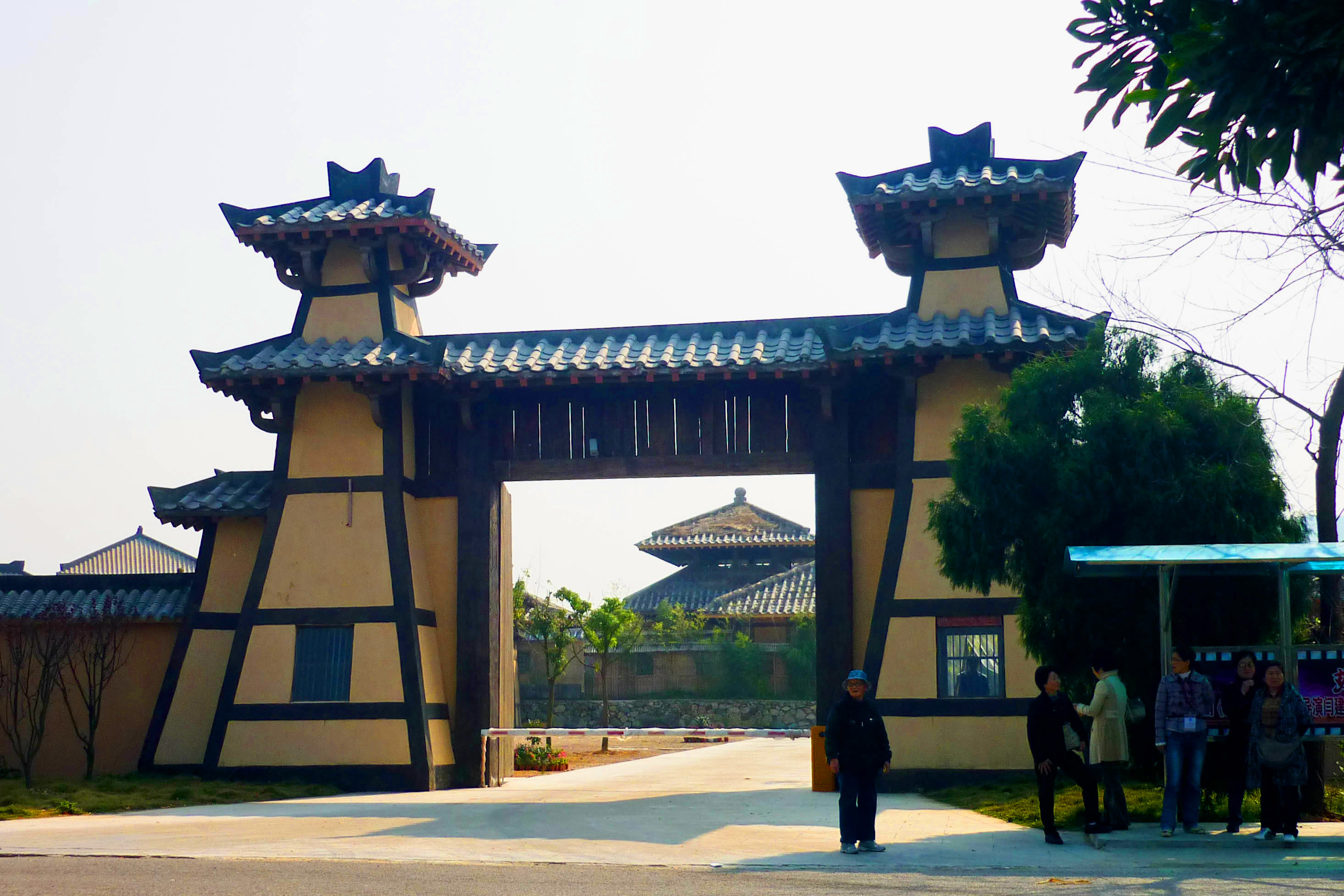
A Xiangshan Global Studios, a forgatás egyik helyszíne

2011 áprilisában szerezte meg a Shandong Television Media Group Haj Jen (Hai Yan) népszerű Langja pang (Langya bang) című webregényének adaptálási jogait. A történetet a kínai Monte Cristo grófjának tartják. Hou Hung-liang (Hou Hongliang) producer úgy vélte, a regényben megtalálhatóak azok az érzelmek, melyekhez az emberek leginkább vonzódnak, úgy mint a szereplők lelki ereje, valamint a bosszú, ezért döntött az adaptálás mellett. A sorozat költségvetése meghaladta a százmillió jüan (yuan)t, a producer és a rendező pedig fennkölt hangulatot akart teremteni, költői, szépséges képekkel.
Kung Seng (Kong Sheng) rendező és Hou producer több mint húszéves barátságot ápoltak ekkor már, olyan televíziós sorozatok fűződnek a nevükhöz, mint az Iron Age (钢铁年代, Kangtie nientaj (Gāngtiě niándài)), az All Quiet in Peking (北平无战事, Pejping vu csan si (Beiping Wu Zhan Shi)) vagy a Csuang Kuangtung (Chuang Guangdong) (闯关东). Haj Jen (Hai Yan) írónő úgy nyilatkozott, nem állt szándékában televíziós adaptációt készíteni a regényéből, de a producerek meggyőzték, és lehetőséget kapott arra is, hogy megírja a forgatókönyvet, annak ellenére, hogy nem volt korábban ilyen irányú tapasztalata. A forgatókönyv 2012 októbere és 2013 áprilisa között készült el. Az írónő szerint néhány dolgot megváltoztatott a történetben, de a cselekményben, a szereplőkben nem történt nagyobb változás. Leginkább amiatt aggódott, hogy meg tudja-e őrizni az eredeti végkifejletet. Hou korábbi interjúkban úgy nyilatkozott, hogy a televíziós sorozat az igazságtételt, a hazaszeretetet és a testvériséget hangsúlyozza. A történet kitalált világban játszódik, a kosztümöket és a díszletet az északi és déli dinasztiák korának (386–589) megfelelően tervezték meg.
Az eredeti kínai cím jelentése Langja (Langya)-lista, mely összegyűjti és rangsorolja a történet fiktív világának legtehetségesebb embereit. A Nirvana in Fire („Nirvána a tűzben”) angol címet kifejezetten a külföldi nézők kedvéért alkották meg, a cím Mej Csang-szu (Mei Chang-su) keserves életét tükrözi és végső megszabadulását a lélekvándorlásnak szenvedésekkel járó körforgásából.
A főszereplők nevét 2013 decemberében jelentették be. A forgatás 2014. február 12-én kezdődött meg a Hengdian World Studiosban, továbbá forgattak még a Xiangshan Global Studios filmstúdióban, külső helyszíneken pedig többek között Csöcsiang (Zhejiang)ban és Vuhszi (Wuxi)ban. A forgatás 2014 júniusában fejeződött be, utána kezdődtek meg az utómunkálatok.

## Zenéje
A sorozat fő betétdala a Feng csi si (Fēng qǐ shí) (风起时), melyet Hu Ko (Hu Ge) ad elő, a zenéjét Meng Ko (蒙克, Meng Ke) szerezte, a dalszöveget Haj Jen (Hai Yan) írónő írta. További betétdalok még a Hungjen csiu (Hóngyán jiù) (红颜旧; zene: Csao Csia-lin (Zhao Jialin), szöveg: Jüan Liang (Yuan Liang)) és a Cse hszie csang jin (Chì xiě zhǎng yīn) (赤血长殷; zene: Jü Haj-hang (Yu Haihang), szöveg: Csing Jen (Qing Yan) és Ping Feng (Bing Feng)).
A kantoni nyelvre szinkronizált változathoz új betétdalok születtek: Man tín (Man6 tin1) (问天) Alfred Hui (许廷铿) előadásában, valamint a Hó jí púj fú kang tó (Ho2 ji5 bui3 fu6 gang3 do1) (可以背负更多) Jinny Ng (吳若希) előadásában.

## Fogadtatása

### Kritikai fogadtatása
A sorozatot pozitívan fogadták a nézők, a Sina Weibo felületén több millió posztot és hozzászólást generáltak a felhasználók. Kínában ötven városban vezette a nézettségi mutatókat, de Tajvanon is magas nézettséggel vetítették. Külföldön is nagy sikert aratott, számos nyelven feliratozták (többek között magyarul, románul, angolul, spanyolul és franciául), illetve szinkronizálták. Szöulban a China Television csatornán 1,8%-os rekord nézettséggel vetítették.
A People's Daily dicsérte a készítők történelmi részletekre fordított figyelmét, beleértve a kosztümöket és az etikettet, és úgy vélte, emiatt érezhetik a nézők hihetőnek a történetet. A Week in China szerint „azonosulni tudnak a nézők az olyan témával, mint a császár bűntetteinek jóvátétele, illetve igazságtétel a hűek számára, különösen a modern Kínában most folyó, jogállamisági viták fényében.” A The Straits Times szerint jól sikerült hibrid történelmi-idol dráma, melynek történetét nehéz kifürkészni, így mindig mutat valami újat, egészen az 50. epizód környékéig, amikor lehull a lepel és a felfedezés izgalma elmúlik. A Global Times dicsérte a történetvezetést, az eredeti regény hű adaptálását, a színészi játékot és a fényképezést is. A kritikus szerint a kosztümök és a díszletek, kellékek, valamint a dialógusok, a zene és a kínai hagyományok bemutatása is precíz, történelmileg hű, annak ellenére, hogy a történet egy fiktív világban játszódik. Azt is megemlíti, hogy a nézők szerint a sorozat „iskolapéldája annak, milyennek kell lennie egy történelmi sorozatnak.”
A Douban platform 10 pontból 9,4-re értékelte a sorozatot több mint 490 000 néző véleménye alapján, és több sajtóorgánum is kínai Trónok harcának titulálta a népszerűsége miatt. A kínai médiahatóság 2016-ban bevette a „Bevezető a jó televíziós sorozatokhoz” című munkájába, mint olyan sorozatot, amely természetes módon prezentálja a kínai örökséget, és amelynek sikere bizonyítja, hogy a kínai kultúrának „nagy a potenciálja” a kosztümös sorozatok terén.
Ugyanakkor Hongkongban vegyes érzelmekkel fogadták a sorozatot. A helyi TVB csatorna vásárolta meg, 2016 májusában kezdte sugározni, egyre csökkenő, rendkívül alacsony nézettséggel. Néhány néző arra panaszkodott, hogy a sorozat „unalmas” és „lassú”, a fiatalabb generáció pedig inkább online nézte meg a részeket, mintsem a televízióban, ami részben magyarázat lehet az alacsonyabb nézettségre. A sorozat rajongói elégedetlenek voltak a kantoni szinkronnal, a betétdalok lecserélésével, valamint azzal, hogy a csatorna 47 részesre vágta meg az eredetileg 54 epizódos sorozatot, hogy „felgyorsítsa az iramát”. A csatorna képviselője szerint lehetséges, hogy a hongkongi nézők számára nem túl ismerős az ilyen fajta televíziós sorozat, nem ilyen formátumhoz vannak szokva a helyi produkcióktól, valamint a Kínában nagyon népszerű főszereplő színészek is ismeretlenek számukra.

### Kulturális hatása
Anhuj (Anhui), Csiangszu (Jiangsu) és Santung (Shandong) tartományok is átnevezték egy-egy látványosságukat Langja Ko (Langya Ge) (Langja (Langya)-csarnok) névre, hogy több turistát vonzzanak a helyszínekre, azt állítva, hogy itt játszódnak egyes jelenetek. A történet írónője szerint azonban a helyszínek fiktívek. A dél-koreai Tourbucket utazási csomagot hozott létre a rajongók számára, melynek keretében ellátogathattak a forgatási helyszínekre. Az újságok szerint a rajongók Mej Csang-szu (Mei Chang-su) jellegzetes köpenyét viselték. Az eredeti regény újrakiadására megnőtt a kereslet, rekord számú előrendeléssel, az Amazon statisztikája szerint pedig 33-szorosára nőtt a könyv eladása a sorozat megjelenését követően. A 2015-ös Kulturális és Szórakoztatóipari Big Data Index Konferencia az év interneten legtöbbet emlegetett televíziósorozat-szereplőjének nevezte Mej Csang-szu (Mei Chang-su)t.

## Elemzése
Kung Hao-min (Gong Hao-min) és Jang Hszin (Yang Xin) kínai kutatók Reconfiguring Class, Gender, Ethnicity and Ethics in Chinese Internet Culture: Caught on the Web című munkájukban megvizsgálták a regény és a televíziós sorozat által prezentált férfiképet. Azt már korábban több kutató is megerősítette, hogy Kínában és Kelet-Ázsiában a maszkulinitás fogalma változóban van (lásd például a kkonminam fogalmát Koreában vagy a bisónent Japánban), különösen a nők által nőknek írt irodalomnak köszönhetően, mely a női fantáziát testesíti meg. Kínában többféle ilyen férfiasság-kép is létezik, például a pajcsin nan (baijin nan) (白金男, „fehérarany-férfi”), aki magasan képzett, jól fizetett és választékos; a fenszö nanzsen (fense nanren) (粉色男人, „rózsaszín férfi”), aki tradicionálisan nőiesnek tartott hivatást választ; vagy éppen a japán szósoku dansi átvett változata, a caosi nan (caoshi nan) (草食男, „növényevő férfi”), akit nem érdekel különösebben a szex vagy a házasság, viszont odafigyel a külsejére és szeret vásárolni.
A Langja pang (Langya bang) egy másféle idealizált férfiképet vonultat fel. Az online regényekben gyakran szerepelnek idealizált férfihősök, akik többnyire igazságosak, sikeresek, monogámok és visszafogottak. Intelligensek és fizikailag is erősek, a nők vágyálmainak megtestesítői. Ezzel szemben a Langja pang (Langya bang) főhőse, Mej Csang-szu (Mei Chang-su) mindenféle szexuális vágytól és szerelmi fantáziától mentes ideált prezentál. Mej (Mei) konfuciánus ideál: kulturált és szép férfi, aki hűséges, önzetlen, hazafias és tisztességes, aki teljesíti társadalmi kötelességét. A főhős nem személyes érzelmeit, hanem a társadalmi célt, a királyság megmentését, az igazságtételt tartja előbbre valónak. Férfiassága ebből a kötelességtudatból fakad. Kung és Jang (Gong és Yang) szerint a heteroszexuális románc szinte teljesen hiányzik a történetből, és bár szerepelnek benne erős, szinte már feminista karakterek (magas hivatali pozíciót viselő vagy tábornoki rangban lévő nők, ami merőben szokatlan volt abban a történelmi közegben), háttérbe szorulnak a két férfi főszereplő (Mej (Mei) és Csing (Jing) herceg) közötti brománc (kínaiul: 兄弟情谊, hsziungti csingji (xiongdi qingyi), „testvéries férfibarátság”) miatt. A televíziós sorozatban ráadásul rá is játszanak erre azzal, hogy mindkét szerepre vonzó külsejű (mej nance (mei nanzi), „szép férfi”) színészt választottak, ami miatt számos női néző bolondult bele a sorozatba. A szerzők ezt a brománc-vonalat az online igen népszerű fiúszerelem-történetekkel hozzák összefüggésbe, melynek elsődleges írói és olvasói is nők. Úgy vélik, az ilyen sorozatok átemelik ezt a témakört a mainstreambe.
A sorozat emellett olyan jelenkori témákat is feldolgoz, melyek a nézőket is foglalkoztatják, úgy mint a korrupt hivatalnokok, elkényeztetett, gazdag fiatalok, akik bármit megtehetnek, vagy épp az egymással küzdő politikai frakciók. Ezeket a problémákat a valóságban nehéz megoldani, a sorozatban azonban a rendkívül okos Mej Csang-szu (Mei Chang-su) aprólékosan kidolgozott tervvel megbünteti a korrupt hivatalnokokat és igazságos császárt ültet a trónra, aki visszaállítja a királyságban a rendet. Kung és Jang (Gong és Yang) úgy véli, a sorozat üzenete egybecseng a kínai párt által hangoztatott politikával a testvériességről, a hűségről, a hazafiasságról és a kötelességtudatról. A sorozat főhőse azonban nem azért dolgozik, hogy jobb rendszerek, jobb intézmények jöjjenek létre, hanem hogy egy olyan személy vezesse az országot, aki aztán tesz róla, hogy az intézmények jobbá váljanak. Kung és Jang (Gong és Yang) úgy vélekedik, ez is egybecseng a kínai kormány propagandájával, ami miatt a sorozatról a kormánylapok is dicsérő kritikát írtak. A főhős által képviselt hagyományos, történelmi maszkulinitás szemben áll a digitális világban terjedő szoft maszkulinitással. Ugyanakkor a szerzők szerint ironikus módon a főhős halála és önfeláldozása azt mutatja, hogy ez az ideál, ez a testvéries barátság valójában elérhetetlen, „néhány fényes csillag nem világíthatja be a sötét eget”.

## Díjai és elismerései
| Díj                                                         | Kategória                                              | Jelölt                                                     | Eredmény | Hiv.   |
| ----------------------------------------------------------- | ------------------------------------------------------ | ---------------------------------------------------------- | -------- | ------ |
| 15. „Wind from the East” Influential Entertainers           | Az év szórakoztató művésze                             | Hu Ko (Hu Ge)                                              | Elnyerte | [ 47 ] |
| 15. „Wind from the East” Influential Entertainers           | Az év legnagyobb hatású televíziós színésze            | Csin Tung (Jin Dong)                                       | Elnyerte | [ 47 ] |
| 15. „Wind from the East” Influential Entertainers           | Az év legnépszerűbb televíziós színésze                | Vang Kaj (Wang Kai)                                        | Elnyerte | [ 47 ] |
| 15. „Wind from the East” Influential Entertainers           | Az év legjobb televíziós rendezője                     | Kung Seng (Kong Sheng)                                     | Elnyerte | [ 47 ] |
| 15. „Wind from the East” Influential Entertainers           | Az év legjobb televíziós rendezője                     | Li Hszüe (Li Xue)                                          | Elnyerte | [ 47 ] |
| 2016 iQiyi All-Star Carnival                                | Az év sorozata                                         | Nirvana in Fire                                            | Elnyerte | [ 48 ] |
| 2016 iQiyi All-Star Carnival                                | Az év televíziós színésze                              | hu Ko (Hu Ge) (a The Disguiser-ért és a Good Times-ért is) | Elnyerte | [ 48 ] |
| 2016 iQiyi All-Star Carnival                                | Az év televízióssorozat-producere                      | Hou Hung-liang (Hou Hongliang) (a The Disguiser-ért is)    | Elnyerte | [ 48 ] |
| 30. Repülő Apszara-díj                                      | Kiemelkedő televíziós sorozat (történelmi)             | Nirvana in Fire                                            | Elnyerte | [ 49 ] |
| 30. Repülő Apszara-díj                                      | Kiemelkedő rendező                                     | Kung Seng (Kong Sheng)                                     | Elnyerte | [ 49 ] |
| 30. Repülő Apszara-díj                                      | Kiemelkedő színész                                     | Hu Ko (Hu Ge)                                              | Jelölve  | [ 9 ]  |
| 30. Repülő Apszara-díj                                      | Kiemelkedő színésznő                                   | Liu Tao                                                    | Jelölve  | [ 9 ]  |
| 6. Macau International Television Festival                  | Legjobb televíziós producer                            | Hou Hung-liang (Hou Hongliang)                             | Elnyerte | [ 50 ] |
| 6. Macau International Television Festival                  | Kiemelkedő televíziós sorozat                          | Nirvana in Fire                                            | Elnyerte | [ 50 ] |
| 7. China TV Drama Awards                                    | Top 10 televíziós sorozat                              | Nirvana in Fire                                            | Elnyerte | [ 51 ] |
| 7. China TV Drama Awards                                    | Legjobb rendező                                        | Kung Seng, Li Hszüe (Kong Sheng, Li Xue)                   | Elnyerte | [ 51 ] |
| 7. China TV Drama Awards                                    | Legjobb színész                                        | Hu Ko (Hu Ge)                                              | Elnyerte | [ 51 ] |
| 7. China TV Drama Awards                                    | Legjobb mellékszereplő                                 | Victor Huang                                               | Elnyerte | [ 51 ] |
| 7. China TV Drama Awards                                    | Legnépszerűbb színész (szárazföldi Kína)               | Vang Kaj (Wang Kai)                                        | Elnyerte | [ 51 ] |
| 7. China TV Drama Awards                                    | Az iparághoz való hozzájárulásért                      | Hou Hung-liang (Hou Hongliang) (a The Disguiser-ért is)    | Elnyerte | [ 51 ] |
| 14. China's Annual Top List                                 | Az év szórakoztató művésze                             | Hu Ko (Hu Ge)                                              | Elnyerte | [ 52 ] |
| 14. China's Annual Top List                                 | Az év szórakoztató művésze                             | Vang Kaj (Wang Kai)                                        | Elnyerte | [ 52 ] |
| 14. China's Annual Top List                                 | Az év televíziós sorozata                              | Nirvana in Fire                                            | Elnyerte | [ 52 ] |
| Forbes China Original Culture Billboard Awards              | Legjobb eredeti televíziós adaptáció                   | Nirvana in Fire                                            | Elnyerte | [ 53 ] |
| Weibo Night Awards Ceremony                                 | Az év legnagyobb hatású színésze                       | Csin Tung (Jin Dong)                                       | Elnyerte | [ 54 ] |
| Weibo Night Awards Ceremony                                 | Az év legnagyobb hatású színésznője                    | Liu Tao                                                    | Elnyerte | [ 54 ] |
| Weibo Night Awards Ceremony                                 | Az év újonca                                           | Leo Wu                                                     | Elnyerte | [ 54 ] |
| Weibo Night Awards Ceremony                                 | Az év embere                                           | Vang Kaj (Wang Kai)                                        | Elnyerte | [ 54 ] |
| Weibo Night Awards Ceremony                                 | Legjobb színésznői alakítás                            | Liu Tao                                                    | Elnyerte | [ 54 ] |
| Weibo Night Awards Ceremony                                 | Legjobb színészi alakítás                              | Liu Ji-csün (Liu Yijun)                                    | Elnyerte | [ 54 ] |
| Weibo Night Awards Ceremony                                 | Legjobb televízióssorozat-producer                     | Hou Hung-liang (Hou Hongliang)                             | Elnyerte | [ 54 ] |
| Nemzeti Rádió- és Televíziótestület                         | 2015 20 legkiemelkedőbb televíziós sorozata            | Nirvana in Fire                                            | Elnyerte |        |
| 1. China Quality Television Drama Ceremony                  | Minőségi nagydíj                                       | Nirvana in Fire                                            | Elnyerte | [ 55 ] |
| 1. China Quality Television Drama Ceremony                  | Közönségkedvenc sorozat (Dragon TV)                    | Nirvana in Fire                                            | Elnyerte | [ 55 ] |
| 1. China Quality Television Drama Ceremony                  | Minőségi alakítás nagydíja                             | hu Ko (Hu Ge) (a The Disguiser-ért és a Good Times-ért is) | Elnyerte | [ 55 ] |
| 1. China Quality Television Drama Ceremony                  | Legjobb rendező                                        | Kung Seng (Kong Sheng)                                     | Elnyerte | [ 55 ] |
| 1. China Quality Television Drama Ceremony                  | Legjobb rendező                                        | Li Hszüe (Li Xue) (a The Disguiser-ért is)                 | Elnyerte | [ 55 ] |
| 1. China Quality Television Drama Ceremony                  | Legjobb producer                                       | Hou Hung-liang (Hou Hongliang) (a The Disguiser-ért is)    | Elnyerte | [ 55 ] |
| 1. China Quality Television Drama Ceremony                  | Legnépszerűbb színésznő                                | Liu Tao (a The Legend of Mi Yue-ért is)                    | Elnyerte | [ 55 ] |
| 1. China Quality Television Drama Ceremony                  | Legpiacképesebb színész                                | hu Ko (Hu Ge) (a The Disguiser-ért és a Good Times-ért is) | Elnyerte | [ 55 ] |
| 1. China Quality Television Drama Ceremony                  | Legnépszerűbb színész                                  | Vang Kaj (Wang Kai) (a The Disguiser-ért is)               | Elnyerte | [ 55 ] |
| 19. Huating (Huading)-díj                                   | Legjobb televíziós sorozat                             | Nirvana in Fire                                            | Elnyerte | [ 56 ] |
| 19. Huating (Huading)-díj                                   | Legjobb rendező                                        | Kung Seng, Li Hszüe (Kong Sheng, Li Xue)                   | Jelölve  | [ 56 ] |
| 19. Huating (Huading)-díj                                   | Legjobb forgatókönyvíró                                | Haj Jen (Hai Yan)                                          | Jelölve  | [ 56 ] |
| 19. Huating (Huading)-díj                                   | Legjobb színész                                        | Hu Ko (Hu Ge)                                              | Jelölve  | [ 56 ] |
| 19. Huating (Huading)-díj                                   | Legjobb színésznő                                      | Liu Tao                                                    | Jelölve  | [ 56 ] |
| 19. Huating (Huading)-díj                                   | Legjobb újonc                                          | Leo Wu                                                     | Jelölve  | [ 56 ] |
| 19. Huating (Huading)-díj                                   | Legjobb producer                                       | Hou Hung-liang (Hou Hongliang)                             | Jelölve  | [ 56 ] |
| 22. Shanghai Television Festival                            | Legjobb televíziós sorozat                             | Nirvana in Fire                                            | Jelölve  | [ 57 ] |
| 22. Shanghai Television Festival                            | Legjobb rendező                                        | Kung Seng (Kong Sheng)                                     | Elnyerte | [ 57 ] |
| 22. Shanghai Television Festival                            | Legjobb rendező                                        | Li Hszüe (Li Xue)                                          | Elnyerte | [ 57 ] |
| 22. Shanghai Television Festival                            | Legjobb forgatókönyvíró                                | Haj Jen (Hai Yan)                                          | Jelölve  | [ 57 ] |
| 22. Shanghai Television Festival                            | Legjobb színész                                        | Hu Ko (Hu Ge)                                              | Elnyerte | [ 57 ] |
| 22. Shanghai Television Festival                            | Legjobb mellékszereplő                                 | Vang Kaj (Wang Kai)                                        | Jelölve  | [ 57 ] |
| 22. Shanghai Television Festival                            | Legjobb színésznő                                      | Liu Tao                                                    | Jelölve  | [ 57 ] |
| 8. Straits Film and Television Awards Ceremony              | Legnépszerűbb kínai televíziós sorozat                 | Nirvana in Fire                                            | Elnyerte | [ 58 ] |
| 28. Golden Eagle Awards                                     | Legjobb rendező                                        | Kung Seng, Li Hszüe (Kong Sheng, Li Xue)                   | Jelölve  |        |
| 28. Golden Eagle Awards                                     | Legjobb forgatókönyvíró                                | Haj Jen (Hai Yan)                                          | Jelölve  |        |
| 28. Golden Eagle Awards                                     | Legjobb színész (közönségdíj)                          | Hu Ko (Hu Ge)                                              | Elnyerte | [ 59 ] |
| 28. Golden Eagle Awards                                     | Legnépszerűbb színész                                  | Hu Ko (Hu Ge)                                              | Elnyerte | [ 59 ] |
| National Copyright Administration (NCAC) Copyright Awards   | Top Copyright Award                                    | Langja pang (Langya Bang)                                  | Elnyerte | [ 60 ] |
| 2016 LiTV OTT Entertainment Awards                          | Az év televíziós sorozata                              | Nirvana in Fire                                            | Elnyerte | [ 61 ] |
| 2016 LiTV OTT Entertainment Awards                          | Az év televíziós színésze                              | Hu Ko (Hu Ge)                                              | Elnyerte | [ 61 ] |
| 3. Hengdian Film and TV Festival of China                   | Zsűri nagydíja a legnépszerűbb televíziós sorozatnak   | Nirvana in Fire                                            | Elnyerte | [ 62 ] |
| 8. China TV Drama Awards                                    | Legmegnyerőbb fiatal színész                           | Leo Wu                                                     | Elnyerte |        |
| 3. Asia Rainbow TV Awards                                   | Legjobb mellékszereplő                                 | Vang Kaj (Wang Kai)                                        | Elnyerte | [ 63 ] |
| 12. Chinese American Film Festival                          | Golden Angel-díj a legjobb kínai televíziós sorozatnak | Nirvana in Fire                                            | Elnyerte | [ 64 ] |
| 11. National Top-Notch Television Production Award Ceremony | Kiemelkedő televíziós sorozat                          | Nirvana in Fire                                            | Elnyerte | [ 65 ] |

## Fordítás
- Ez a szócikk részben vagy egészben  a   Nirvana in Fire című angol Wikipédia-szócikk fordításán alapul.  Az eredeti cikk szerkesztőit annak laptörténete sorolja fel. Ez a jelzés csupán a megfogalmazás eredetét és a szerzői jogokat jelzi, nem szolgál a cikkben szereplő információk forrásmegjelöléseként.